# Meniscomorpha minutoria
Meniscomorpha minutoria là một loài tò vò trong họ Ichneumonidae.